# Рукометна репрезентација Турске
Рукометна репрезентација Турске представља Турску у међународним такмичењима у рукомету. Налази се под контролом Рукометног савеза Турске. 

## Учешћа репрезентације на међународним такмичењима

### Олимпијске игре
Није учествовала

### Светска првенства
Није учествовала

### Европска првенства
Није учествовала